# Tenebroides laticollis
Tenebroides laticollis es una especie de coleóptero de la familia Trogossitidae. Mide de 4.5 a 9.7 mm.

## Distribución geográfica
Habita en el este de Estados Unidos, desde New Hampshire hasta Florida y Texas, y en Ontario.